# A kén izotópjai
A kénnek (S) 25 izotópja ismert, ezek tömegszáma 26 és 49 közé esik. Közülük négy stabil: 32S (95,02%), 33S (0,75%), 34S (4,21%) és 36S (0,02%).
A kén-32 túlsúlyát a szén-12 öt héliummaggal való sorozatos fúziója okozza, amely a II-es típusú szupernóvák úgynevezett alfa-folyamata során megy végbe.
A 35S kivételével a kén radioaktív izotópjai viszonylag rövid életűek. A 35S az 40Ar kozmikus sugarak hatására bekövetkező spallációja révén keletkezik a Föld légkörében. Felezési ideje 87 nap. A második leghosszabb élettartamú radioizotóp a kén-38, ennek felezési ideje 170 nap. A leginstabilabb a 49S, 200 nanomásodperces felezési idővel.
A szulfidásványok kicsapódása során a szilárd és folyadék fázis között az izotópok egyensúlya kis különbséget okozhat a kogenetikus ásványok δS-34 értékeiben. Az ásványok közötti különbség felhasználható az egyensúly hőmérsékletének becslésére. Az együtt előforduló karbonátok és szulfidok δC-13 és δS-34 értékeiből meghatározható, hogy mekkora volt az ércképződés során az érctartalmú folyadék pH-ja és oxigén fugacitása.
A legtöbb erdei ökoszisztémában a szulfát elsősorban a légkörből származik, de az ásványok és sókőzetek mállása is jelent némi kénforrást. A szennyezőforrások azonosítására jellegzetes izotópösszetételű ként használnak, hidrológiai vizsgálatokban nyomkövetőként izotópdúsított ként adnak a vizekhez. A természetes gyakoriságban tapasztalt különbségeket olyan rendszerekben is használhatják, ahol az ökoszisztéma tagjai között elég nagy a 34S ingadozása. A Sziklás-hegység azon tavainak δS-34 értéke, melyekről úgy gondolják, hogy bennük a légköri eredetű szulfátok dominálnak, eltér azon tavak δS-34 értékétől, melyeknél a szulfátot a vízgyűjtőterületről származónak tartják.
Standard atomtömeg: 32,065(5) u.

## Táblázat
| nuklid jele | Z(p)                | N(n)                | izotóptömeg (u)     | felezési idő     | bomlási mód(ok) | leány- izotóp(ok) | magspin        | jellemző izotóp- összetétel (móltört) | természetes ingadozás (móltört) |
| nuklid jele | gerjesztési energia | gerjesztési energia | gerjesztési energia | felezési idő     | bomlási mód(ok) | leány- izotóp(ok) | magspin        | jellemző izotóp- összetétel (móltört) | természetes ingadozás (móltört) |
| ----------- | ------------------- | ------------------- | ------------------- | ---------------- | --------------- | ----------------- | -------------- | ------------------------------------- | ------------------------------- |
| 26S         | 16                  | 10                  | 26,02788(32)#       | 10# ms           | 2p              | 24Si              | 0+             |                                       |                                 |
| 27S         | 16                  | 11                  | 27,01883(22)#       | 15,5(15) ms      | β+ (98,0%)      | 27P               | (5/2+)         |                                       |                                 |
| 27S         | 16                  | 11                  | 27,01883(22)#       | 15,5(15) ms      | β+, 2p (2,0%)   | 25Al              | (5/2+)         |                                       |                                 |
| 27S         | 16                  | 11                  | 27,01883(22)#       | 15,5(15) ms      | β+, p (<0,1%)   | 26Si              | (5/2+)         |                                       |                                 |
| 28S         | 16                  | 12                  | 28,00437(17)        | 125(10) ms       | β+ (79,3%)      | 28P               | 0+             |                                       |                                 |
| 28S         | 16                  | 12                  | 28,00437(17)        | 125(10) ms       | β+, p (20,7%)   | 27Si              | 0+             |                                       |                                 |
| 29S         | 16                  | 13                  | 28,99661(5)         | 187(4) ms        | β+ (53,6%)      | 29P               | 5/2+           |                                       |                                 |
| 29S         | 16                  | 13                  | 28,99661(5)         | 187(4) ms        | β+, p (46,4%)   | 28Si              | 5/2+           |                                       |                                 |
| 30S         | 16                  | 14                  | 29,984903(3)        | 1,178(5) s       | β+              | 30P               | 0+             |                                       |                                 |
| 31S         | 16                  | 15                  | 30,9795547(16)      | 2,572(13) s      | β+              | 31P               | 1/2+           |                                       |                                 |
| 32S         | 16                  | 16                  | 31,97207100(15)     | Stabil           | Stabil          | Stabil            | 0+             | 0,9493(31)                            | 0,94454–0,95281                 |
| 33S         | 16                  | 17                  | 32,97145876(15)     | Stabil           | Stabil          | Stabil            | 3/2+           | 0,0076(2)                             | 0,00730–0,00793                 |
| 34S         | 16                  | 18                  | 33,96786690(12)     | Stabil           | Stabil          | Stabil            | 0+             | 0,0429(28)                            | 0,03976–0,04734                 |
| 35S         | 16                  | 19                  | 34,96903216(11)     | 87,51(12) nap    | β−              | 35Cl              | 3/2+           | nyomokban                             |                                 |
| 36S         | 16                  | 20                  | 35,96708076(20)     | Stabil           | Stabil          | Stabil            | 0+             | 2(1)·10−4                             | 1,3·10−4–2,7·10−4               |
| 37S         | 16                  | 21                  | 36,97112557(21)     | 5,05(2) perc     | β−              | 37Cl              | 7/2−           |                                       |                                 |
| 38S         | 16                  | 22                  | 37,971163(8)        | 170,3(7) perc    | β−              | 38Cl              | 0+             |                                       |                                 |
| 39S         | 16                  | 23                  | 38,97513(5)         | 11,5(5) s        | β−              | 39Cl              | (3/2,5/2,7/2)− |                                       |                                 |
| 40S         | 16                  | 24                  | 39,97545(15)        | 8,8(22) s        | β−              | 40Cl              | 0+             |                                       |                                 |
| 41S         | 16                  | 25                  | 40,97958(13)        | 1,99(5) s        | β− (>99,9%)     | 41Cl              | (7/2−)#        |                                       |                                 |
| 41S         | 16                  | 25                  | 40,97958(13)        | 1,99(5) s        | β−, n (<0,1%)   | 40Cl              | (7/2−)#        |                                       |                                 |
| 42S         | 16                  | 26                  | 41,98102(13)        | 1,013(15) s      | β− (96%)        | 42Cl              | 0+             |                                       |                                 |
| 42S         | 16                  | 26                  | 41,98102(13)        | 1,013(15) s      | β−, n (4%)      | 41Cl              | 0+             |                                       |                                 |
| 43S         | 16                  | 27                  | 42,98715(22)        | 260(15) ms       | β− (60%)        | 43Cl              | 3/2−#          |                                       |                                 |
| 43S         | 16                  | 27                  | 42,98715(22)        | 260(15) ms       | β−, n (40%)     | 42Cl              | 3/2−#          |                                       |                                 |
| 43mS        | 319(5) keV          | 319(5) keV          | 319(5) keV          | 480(50) ns       |                 |                   | (7/2−)         |                                       |                                 |
| 44S         | 16                  | 28                  | 43,99021(42)        | 100(1) ms        | β− (82%)        | 44Cl              | 0+             |                                       |                                 |
| 44S         | 16                  | 28                  | 43,99021(42)        | 100(1) ms        | β−, n (18%)     | 43Cl              | 0+             |                                       |                                 |
| 45S         | 16                  | 29                  | 44,99651(187)       | 68(2) ms         | β−, n (54%)     | 44Cl              | 3/2−#          |                                       |                                 |
| 45S         | 16                  | 29                  | 44,99651(187)       | 68(2) ms         | β− (46%)        | 45Cl              | 3/2−#          |                                       |                                 |
| 46S         | 16                  | 30                  | 46,00075(75)#       | 50(8) ms         | β−              | 46Cl              | 0+             |                                       |                                 |
| 47S         | 16                  | 31                  | 47,00859(86)#       | 20# ms [>200 ns] | β−              | 47Cl              | 3/2−#          |                                       |                                 |
| 48S         | 16                  | 32                  | 48,01417(97)#       | 10# ms [>200 ns] | β−              | 48Cl              | 0+             |                                       |                                 |
| 49S         | 16                  | 33                  | 49,02362(102)#      | <200 ns          | n               | 48S               | 3/2−#          |                                       |                                 |

1. ↑  A stabil izotópok félkövérrel vannak kiemelve
2. ↑  2 halo protonnal rendelkezik
3. ↑  A legnehezebb elméletileg még stabil nuklid, melyben a protonok és neutronok száma azonos
4. ↑  kozmogén eredetű

## Fordítás
Ez a szócikk részben vagy egészben  az   Isotopes of sulfur című angol Wikipédia-szócikk ezen változatának fordításán alapul.  Az eredeti cikk szerkesztőit annak laptörténete sorolja fel. Ez a jelzés csupán a megfogalmazás eredetét és a szerzői jogokat jelzi, nem szolgál a cikkben szereplő információk forrásmegjelöléseként.